# Мишень

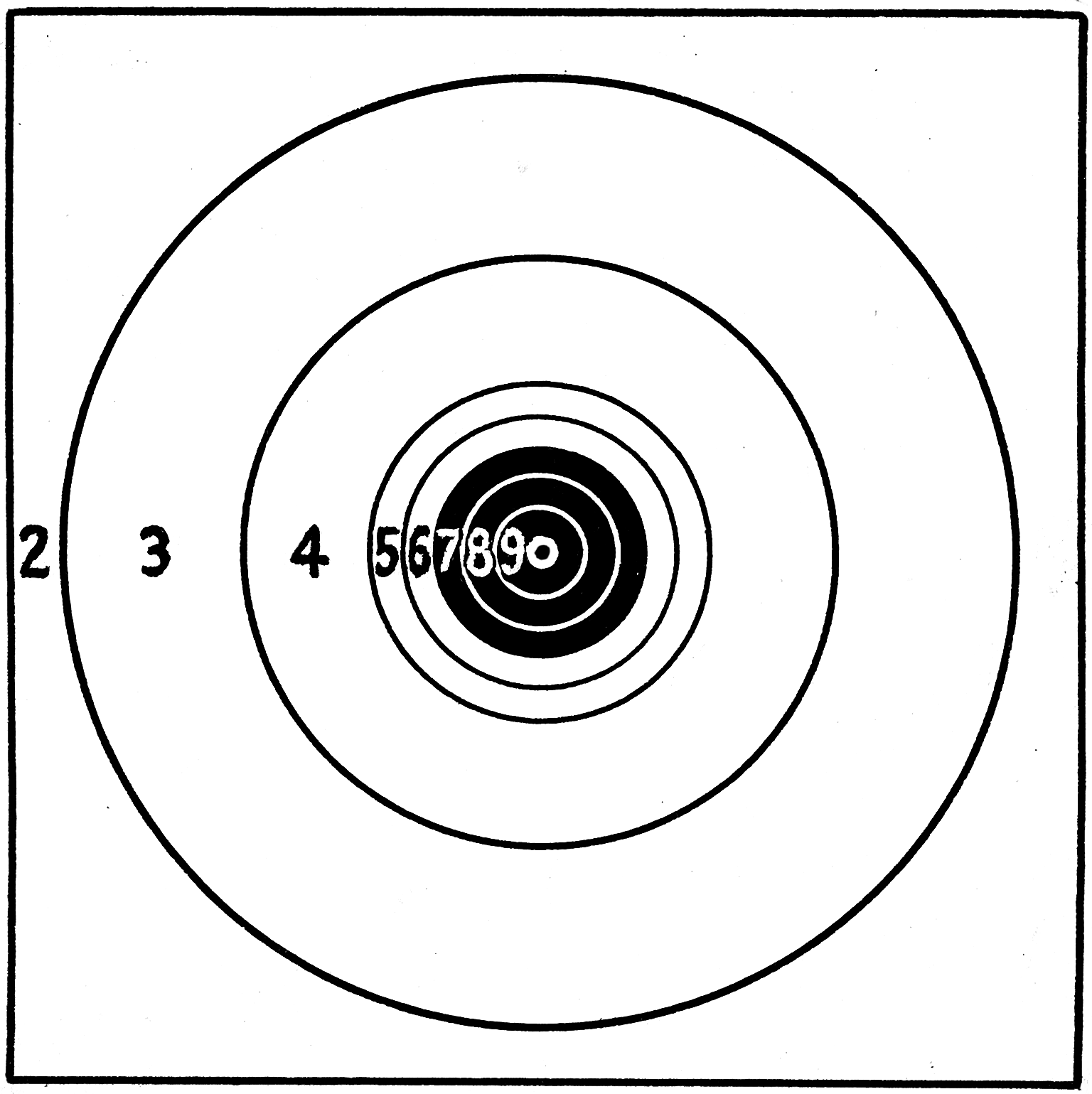
Оформление бумажной мишени.

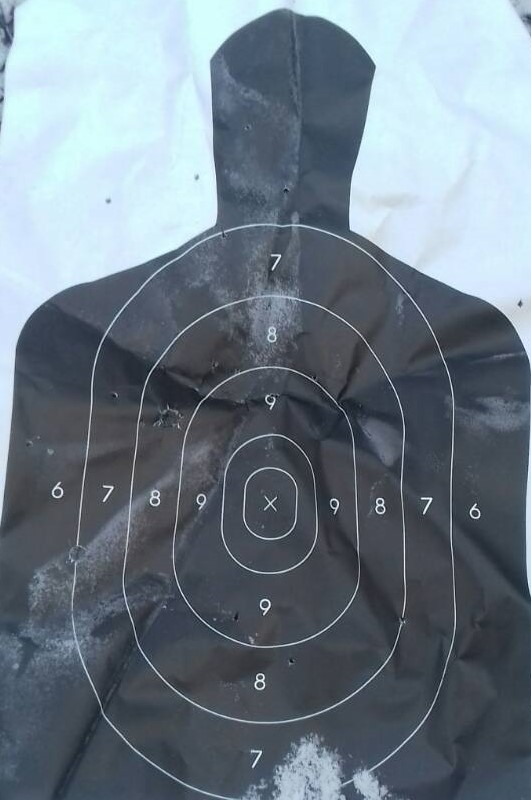
Бумажная фигурная мишень.

Поражение воздушной мишени ракетным вооружением.

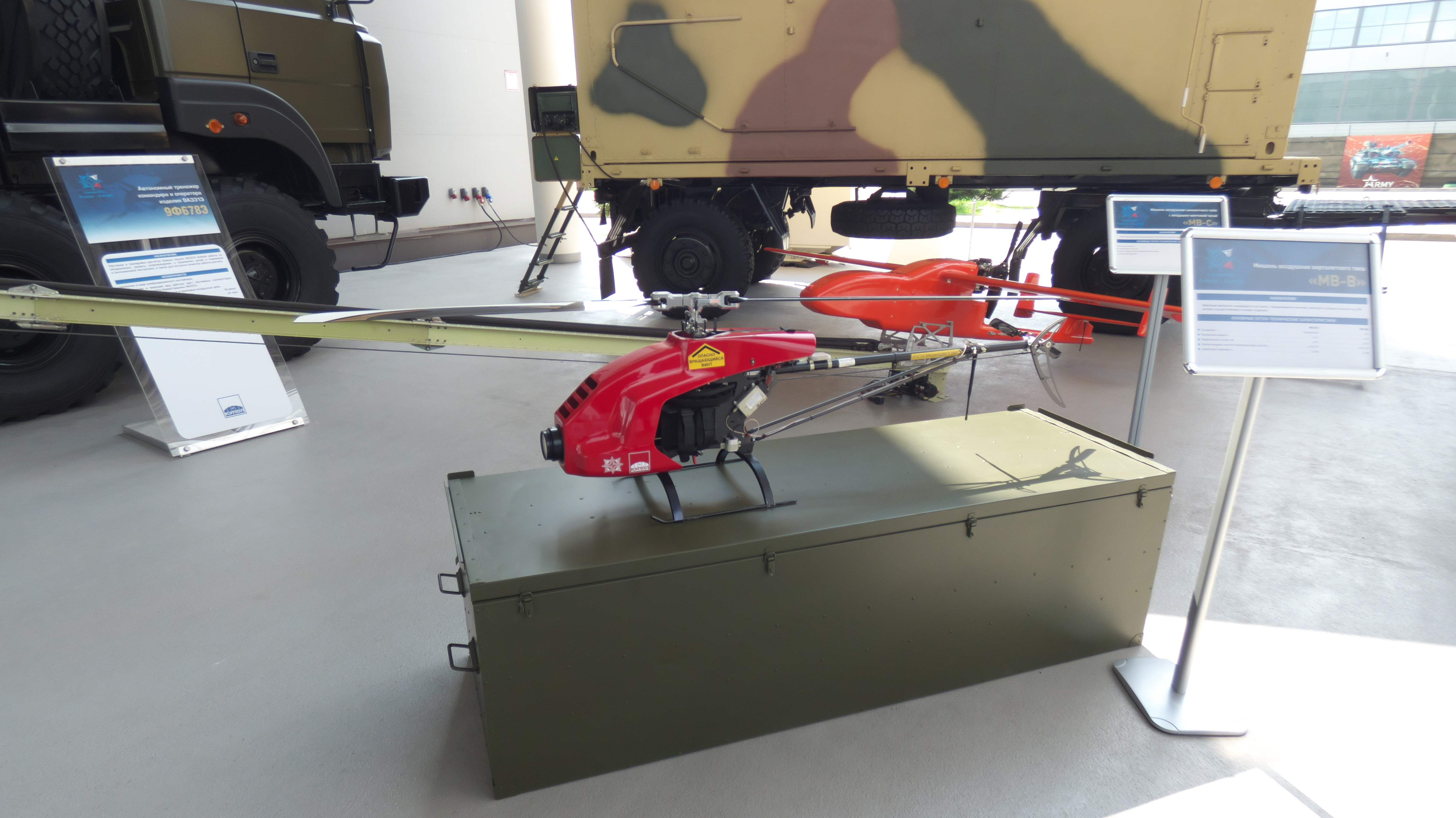
Воздушная мишень вертолётного типа на выставке «Армия-2023»

Мише́нь — щит, цель, мета, в которую стреляют, приспособление для учёта попаданий при стрельбе и метании, искусственная цель при тренировках и на соревнованиях по стрельбе на полигонах и в тирах, в различных видах человеческой деятельности, например в военном деле, спорте (стрелковый спорт и так далее) и так далее.

## Виды и типы
Существуют несколько видов и типов мишеней:
- Статические — неподвижные мишени.
- Движущиеся.
- Боевые[4].
- Спортивные — спортивные мишени[4].
- Воздушные — мишени находящиеся в воздухе.
- Космические — мишени находящиеся в космосе.
- Морские.
- Круглые[4].
- Контурные[4].
- Ростовые[5].
- Поясные[5].
- Головные[5].
- Бумажные мишени (как правило, с изображением концентрических кругов или силуэта человека/животного).
- Мишени для стендовой стрельбы («тарелочки»).
- Мишени для пулевой стрельбы (бумажные мишени).
- Макеты животных (для стрельбы из лука).
- Механические или электронно-механические мишени (представляют собой устройство, способное возвращаться в исходное положение после попадания пули).
- Угонная мишень — мишень, имеющая направление своего полёта «от стрелка».
- Встречная мишень — мишень, имеющая направление своего полёта «к стрелку».
- Левая, прямая, правая мишень — мишени, вылетающие из машинок соответственно влево, в угон, и вправо от стрелка.
- Рваная мишень — мишень, разрушившаяся при выпуске из метательной машинки.
- Мишени для дартса.
- и другие.

## Спортивный сленг
Военный и спортивный жаргон и сленг:
- «Яблоко» — точка прицеливания[5], «Яблочко» — центр мишени. Использование связано с традицией: в древности в качестве мишени использовали подручные предметы, в том числе и фрукты. Благодаря легенде о Вильгельме Телле, пронзённое стрелой яблоко стало символом меткости стрелка. Отсюда и пошло выражение «в самое яблочко».
- «В самое яблочко» — попадание в самый центр мишени, приносящий наибольшее количество очков.
- «Габарит» — габарит мишени. Граница между соседними значениями, например, между «восьмёркой» и «девяткой», называется габаритом. Попадание, едва задевшее габарит, называется габаритной пробоиной. Такой выстрел засчитывается в пользу спортсмена, то есть присуждается то очко, внешний габарит которого задет.
- «Молоко» — белое поле вокруг мишени. Попадание в эту зону не приносит очков, не засчитывается как результативный выстрел, является промахом.
- «Попасть в молоко» — промахнуться при броске или стрельбе.
- и так далее.

## В военном деле
На конец XIX столетия, в военном деле России, мишень представляла собой деревянный вертикальный щит, в который при обучении производились стрельба из артиллерийских орудий, ружей, и револьверов.
Изготавливались мишени из досок толщиною в один дюйм, так как пуля или осколки снарядов, пробившие такие доски или засевшие в них, считались смертоносными.
Мишени в военном деле используются для отработки стрельбы из различного вооружения и военной техники и атаки (стрельбы, запуска ракет и так далее) и имитируют объекты, по которым должна производиться атака: самолёт-мишень, корабль-мишень. Иногда в качестве мишеней используются сломанные или устаревшие боевые машины, как недостроенный экспериментальный эсминец «Огневой».
Первые воздушные мишени не могли летать самостоятельно и крепились к буксировщику, который летал вместо них. Современные мишени могут быть довольно сложными в техническом отношении устройствами: так, беспилотная мишень, подражающему конкретному самолёту, может вести себя характерным образом: к примеру, мишень 5GAT создана для имитации истребителей Су-57 и J-20 и позволяет обучать пилотов боевой авиации, операторов систем ПВО и радиолокационных станций.

## Интересные факты
- В середине XIX столетия самой популярной мишенью среди гражданских стрелков были голуби.
- В соревнованиях стрелкового спорта победитель определяется по наибольшему количеству поражённых мишеней. В 1963 году на Спартакиаде народов Союза ССР был прецедент, когда двум стрелкам для определения чемпиона на круглом стенде пришлось стрелять 75 раз по новым мишеням. Тот случай и сегодня считается уникальным.